# Sirat
Sirat (în arabă سيرات) este o comună din provincia Mostaganem, Algeria.
Populația comunei este de 21.677 de locuitori (2008).